# Пир (княжество)
Княжество Пир — армянское княжество на реке Евфрат.

## История
В связи с непрерывными набегами сельджуков и последовавшей за ними аннексией Византией армянских государств, увеличивается миграция армян из Закавказья в пограничные области империи, а именно в Киликию и Приефратье.
После поражения при Манцикерте, в обстановке широчайшей сельджукской экспансии, Византия постепенно утрачивает свои позиции, в результате чего образуется ряд независимых армянских княжеств. Одним из которых было Царство Филарета Варажнуни протянувшееся от Месопотамии вдоль Евфрата до границ Армении, охватывающее Киликию, Тавр и часть Сирии с Антиохией. Просуществовало царство сравнительно недолго с 1071 по 1086 год. Однако в условиях сельджукского нашествия в Закавказье оно стало центром для армянских эмигрантов, рассеянных по всему Ближнему Востоку. Царство имело огромное значение для консолидации армян в позднейших государственных образованиях, возникших на развалинах государства Варажнуни. После 1086 года, когда Варажнуни под ударами сельджуков утратил последние города, где ещё находились его гарнизоны, на территории Киликии и Приевфратья образовался ряд независимых армянских княжеств. К 1097 году в регионе существует множество армянских княжеств, среди которых было и княжество Пир. Во главе армянского княжества стоял Абелхариб Пахлавуни, являвшийся сыном Вакаска — дуки Антиохии. С появлением в регионе крестоносцев, и образованием Эдесского графства, находившееся рядом княжество Пир сравнительно рано признало зависимость от графства.